# Boiler (Lied)
Boiler (englisch für „Heizkessel“) ist ein Lied der US-amerikanischen Nu-Metal-Band Limp Bizkit. Der Song erschien am 22. Oktober 2001 als fünfte Singleauskopplung ihres dritten Studioalbums Chocolate Starfish and the Hot Dog Flavored Water (2000).

## Inhalt
Boiler handelt von dem Ende einer toxischen Beziehung und wird von Fred Durst aus der Perspektive des lyrischen Ichs gesungen. Zu Beginn meint er, dass man letztendlich alles selber machen müsse und er seiner Freundin in den Arsch gekrochen sei. Doch die Beziehung habe ihn nur runtergezogen und psychisch belastet. Rückblickend fragt er sich, wie er nur eine Person wie sie treffen konnte, die ihn so verletzt habe. Er schwört, dass er nun mit ihr abgeschlossen habe und nie mehr zurückkomme. Seine Abhängigkeit, Bemühungen und Schlafprobleme seien Vergangenheit.

“Why did I have to go and meet somebody like you, like you?

Why did you have to go and hurt somebody like me, like me?

How could you do somebody like that? (like that)

Hope you know that I’m never comin’ back (never comin’ back)”

## Produktion
Der Song wurde von Limp Bizkit zusammen mit den Musikproduzenten Terry Date und Tom Fanning produziert. Als Autoren fungierten die Limp-Bizkit-Mitglieder Fred Durst (Text), Wes Borland, John Otto und Sam Rivers (Musik).

## Musikvideo
Bei dem zu Boiler in Lissabon gedrehten Musikvideo führten Fred Durst und Dave Meyers Regie. Es verzeichnet auf YouTube über 70 Millionen Aufrufe (Stand Mai 2023). Zu Beginn ist Fred Durst mit einer Frau in einem Raum vermeintlich nach dem Sex zu sehen. Er bindet sich die Schuhe zu, während die Frau in Unterwäsche zum Spiegel läuft. Plötzlich bekommt sie einen Anfall, dreht sich um und spuckt eine Metallkugel in Richtung des Sängers. Fred Durst rennt und springt aus dem Fenster, während drinnen alles explodiert. Draußen läuft er zu einem Burgerstand und bestellt einen Hamburger. Am Stand sitzen weitere Gäste, unter ihnen Wes Borland, dem der Kopf abfällt. Fred Durst beißt in seinen Burger, merkt dann, dass dieser mit Maden befallen ist, und spuckt ihn wieder aus. Kurz darauf springt er auf, weil ein Auto in den Burgerstand kracht. Er wacht in einem Bett mit einer Frau in Unterwäsche auf, die ihn küsst. Fred Durst bemerkt, dass sie eine Perücke trägt, nimmt diese ab und sieht, dass auch sie eine vermeintliche Mutantin ist, weil Metall in ihrem Kopf zum Vorschein kommt. Daraufhin flieht er aus dem Raum, in dem sich noch weitere Paare befinden. Nun wandelt sich das Video für kurze Zeit in einen Cartoon und er wird von gnomartigen Figuren und Würstchen verfolgt, die an das Cover des zugehörigen Albums Chocolate Starfish and the Hot Dog Flavored Water erinnern. Es gelingt ihm zu entkommen, der Cartoon löst sich auf und er springt zu seiner Band auf eine Bühne, die in einem halbdunklen Raum von Wasser umgeben ist. Sie spielen den Song weiter, während dunkle Gestalten an den Wänden des Raumes krabbeln. Am Ende wirft Fred Durst sein Basecap auf den Boden und geht davon.

## Single

### Covergestaltung
Das Singlecover ist im Comicstil gehalten und zeigt eine Figur in Nahaufnahme mit rotem Basecap, die Limp-Bizkit-Frontmann Fred Durst darstellen soll. Im oberen Teil des Bildes befinden sich die Schriftzüge limp bizkit in Weiß und boiler in Schwarz.

### Titellisten
Single
1. Boiler – 5:48
2. Faith – 2:28

Maxi
1. Boiler – 5:48
2. Faith – 2:28
3. My Way (DJ Premier Remix) – 4:38
4. My Way (P. Diddy Remix) – 4:30
5. Boiler (Video) – 5:01

### Chartplatzierungen
Boiler stieg am 5. November 2001 auf Platz 50 in die deutschen Singlecharts ein und belegte in den folgenden Wochen die Ränge 61 und 56. Insgesamt konnte es sich neun Wochen lang in den Top 100 halten. Weitere Chartplatzierungen gelangen unter anderem mit Position 18 im Vereinigten Königreich, Platz 44 in Österreich und Rang 57 in der Schweiz.
| ChartsChartplatzierungen     | Höchstplatzierung | Wochen |
| ---------------------------- | ----------------- | ------ |
| Deutschland (GfK)            | 50 (9 Wo.)        | 9      |
| Österreich (Ö3)              | 44 (6 Wo.)        | 6      |
| Schweiz (IFPI)               | 57 (3 Wo.)        | 3      |
| Vereinigtes Königreich (OCC) | 18 (5 Wo.)        | 5      |